# Toby Fitzpatrick
Toby Fitzpatrick (ur. 28 kwietnia 1987) – nowozelandzki zapaśnik walczący w obu stylach. Zajął 22 miejsce na mistrzostwach świata w 2017. Trzykrotny medalista mistrzostw Oceanii w latach 2006 – 2017. Dziewiąty na igrzyskach Wspólnoty Narodów w 2018 roku.